# 54-40
54-40 je kanadská alternativní rocková skupina z Tsawwassen, Britská Kolumbie.
Skupina byla založena jako trio v roce 1981. Původní obsazení Brad Merritt (baskytara), Ian Franey (bicí), a Neil Osborne (zpěv/kytara).
Současná sestava skupiny je: Neil Osborne, Matt Johnson, Brad Merritt, Dave Genn.
Skupina zaznamenala popularitu hlavně díky písničkám "Baby Ran", "One Gun", "One Day in Your Life", a hitem "Ocean Pearl" z alba Smilin' Buddha Cabaret.
V polovině 1990 americká skupina Hootie & the Blowfish proslavila píseň od 54-40 "I Go Blind". Za vydělané peníze z Royalties si skupina 54-40 koupila nahrávací studio ve Vancouveru.

## Diskografie

### Album
- 1982 - Selection
- 1984 - Set the Fire
- 1986 - 54-40
- 1987 - Show Me
- 1989 - Fight for Love
- 1992 - Dear Dear
- 1994 - Smilin' Buddha Cabaret
- 1996 - Trusted by Millions
- 1998 - Since When
- 1999 - Heavy Mellow
- 2000 - Casual Viewin'
- 2003 - Goodbye Flatland
- 2005 - Yes to Everything
- 2008 - Northern Soul